# Ujčov
Ujčov (en allemand : Ujtschow) est une commune du district de Žďár nad Sázavou, dans la région de Vysočina, en République tchèque. Sa population s'élevait à 467 habitants en 2020.

## Géographie
Ujčov est arrosée par la Svratka et se trouve à 7 km au sud-est de Bystřice nad Pernštejnem, à 30 km à l'est-sud-est de Žďár nad Sázavou, à 55 km à l'est-nord-est de Jihlava à 151 km à l'est-sud-est de Prague.
La commune est limitée par Štěpánov nad Svratkou et Bystřice nad Pernštejnem au nord, par Černovice à l'est, par Skorotice au sud-est, par Nedvědice au sud et par Býšovec et Věchnov à l'ouest.

## Histoire
La première mention écrite de la localité date de 1392.

## Administration
La commune se compose de cinq quartiers :
- Ujčov
- Dolní Čepí
- Horní Čepí
- Kovářová
- Lískovec

## Transports
Par la route, Ujčov se trouve à 9 km de Bystřice nad Pernštejnem, à 35 km de Žďár nad Sázavou, à 71 km de Jihlava et à 179 km de Prague.